# Mateusz Lisowski
Mateusz Lisowski (ur. 26 lipca 1990 w Krakowie) – polski kierowca wyścigowy. Zdobywca tytułów mistrzowskich w czeskiej serii Škoda Octavia Cup, niemieckim pucharze Volkswagen Scirocco R-Cup oraz centralno-europejskim Volkswagen Castrol Cup

## Kariera
Mateusz Lisowski swoją karierę wyścigową rozpoczął w wieku 7 lat w kartingu, a od 2001 startował w Kartingowych Mistrzostwach Polski. W 2004 został mistrzem w klasie Kadet 80, a rok później w klasie ICA A Senior. W 2007 zadebiutował w Wyścigowych Samochodowych Mistrzostwach Polski i na koniec sezonu zajął pierwsze miejsce w klasie H-3500. W 2008 przeniósł się do serii Škoda Octavia Cup. Debiutancki sezon ukończył na 5 miejscu, a w następnym zdobył tytuł mistrzowski. W 2010 zaliczył starty w SEAT León Supercopa Germany. Jego najlepszym wynikiem było 2 miejsce w drugim wyścigu na Hockenheimringu. W klasyfikacji końcowej zajął 15 pozycję z 24 punktami na koncie. W 2011 startował w serii Volkswagen Scirocco R-Cup, zdobywając w niej tytuł mistrzowski. Rok później znalazł się on w pierwszej trójce kierowców, rekrutowanych do zespołu Verva Racing Team w Porsche Supercup, jednak na to miejsce został wybrany Patryk Szczerbiński. W połowie sezonu trafił do zespołu Förch Racing. O kontrakcie dowiedział się z telewizji. W sezonie 2012 zajął tam 17. miejsce. W 2013 wystartował w serii Volkswagen Castrol Cup, gdzie powtórzył sukces z pucharu Volkswagena Scirocco. W grudniu 2012 wziął udział w testach zespołu W Racing Team na torze Circuito de Navarra w Hiszpanii, po których został przez Audi dołączony do zespołu na sezon 2014

## Wyniki w wyścigach

### Wyniki w SEAT León Supercopa Germany
| Legenda oznaczeń w tabelach wyników Wyświetl szablon na nowej stronie | Legenda oznaczeń w tabelach wyników Wyświetl szablon na nowej stronie                                                                     |
| Oznaczenie                                                            | Wyjaśnienie |
| --------------------------------------------------------------------- | --- |
| Złoty                                                                 | Zwycięzca lub mistrzostwo |
| Srebrny                                                               | 2. miejsce lub wicemistrzostwo |
| Brązowy                                                               | 3. miejsce lub II wicemistrzostwo |
| Zielony                                                               | Ukończył, punktował (w klasyfikacji generalnej, gdy zdobył co najmniej jeden punkt na przestrzeni sezonu, poza trzema powyższymi opcjami) |
| Niebieski                                                             | Ukończył, nie punktował (w klasyfikacji generalnej, gdy nie zdobył co najmniej jednego punktu na przestrzeni sezonu)                      |
| Czerwony                                                              | Nie zakwalifikował się (NZ) |
| Czerwony                                                              | Nie prekwalifikował się (NPK) |
| Różowy                                                                | Nie ukończył (NU) |
| Różowy                                                                | Niesklasyfikowany (NS) (w klasyfikacji generalnej, gdy nie został sklasyfikowany w żadnym wyścigu sezonu)                                 |
| Czarny                                                                | Zdyskwalifikowany (DK) |
| Czarny                                                                | Wykluczony (WYK/EX) |
| Biały                                                                 | Nie wystartował (NW) |
| Biały                                                                 | Kontuzjowany (K/INJ) |
| Biały                                                                 | Wyścig odwołany (OD/C) |
| Bez koloru                                                            | Został wycofany (WYC/WD) |
| Bez koloru                                                            | Nie przybył (NP/DNA) |
| Bez koloru                                                            | Nie brał udziału w treningach (NT/DNP) |
| Bez koloru                                                            | Nie został zgłoszony (–) |
| Pogrubienie                                                           | Start z pole position |
| Kursywa                                                               | Najszybsze okrążenie wyścigu |
| †                                                                     | Nie ukończył, ale jego rezultat został zaliczony ze względu na przejechanie więcej niż 90% dystansu wyścigu.                              |
| *                                                                     | Sezon w trakcie |
| 1/2/3                                                                 | Punktowana pozycja w sprincie kwalifikacyjnym                                                                                             |
| Lista systemów punktacji Formuły 1                                    | |

| Sezon | Zespół            | Wyniki w poszczególnych eliminacjach | Wyniki w poszczególnych eliminacjach | Wyniki w poszczególnych eliminacjach | Wyniki w poszczególnych eliminacjach | Wyniki w poszczególnych eliminacjach | Wyniki w poszczególnych eliminacjach | Wyniki w poszczególnych eliminacjach | Wyniki w poszczególnych eliminacjach | Wyniki w poszczególnych eliminacjach | Wyniki w poszczególnych eliminacjach | Wyniki w poszczególnych eliminacjach | Wyniki w poszczególnych eliminacjach | Wyniki w poszczególnych eliminacjach | Wyniki w poszczególnych eliminacjach | Wyniki w poszczególnych eliminacjach | Wyniki w poszczególnych eliminacjach | Punkty | Pozycja |
| ----- | ----------------- | ------------------------------------ | ------------------------------------ | ------------------------------------ | ------------------------------------ | ------------------------------------ | ------------------------------------ | ------------------------------------ | ------------------------------------ | ------------------------------------ | ------------------------------------ | ------------------------------------ | ------------------------------------ | ------------------------------------ | ------------------------------------ | ------------------------------------ | ------------------------------------ | ------ | ------- |
| 2009  | Konrad Motorsport | HOC                                  | HOC                                  | LAU                                  | LAU                                  | NOR                                  | NOR                                  | ZAN                                  | ZAN                                  | OSC                                  | OSC                                  | NÜR                                  | NÜR                                  | DIJ                                  | DIJ                                  | HOC                                  | HOC                                  | -      | -       |
| 2009  | Konrad Motorsport | -                                    | -                                    | -                                    | -                                    | -                                    | -                                    | -                                    | -                                    | 9                                    | 10                                   | -                                    | -                                    | -                                    | -                                    | -                                    | -                                    | -      | -       |
| 2010  | SEAT Sport Polska | HOC                                  | HOC                                  | NÜR                                  | NÜR                                  | LAU                                  | LAU                                  | NOR                                  | NOR                                  | NÜR                                  | NÜR                                  | ZAN                                  | ZAN                                  | OSC                                  | OSC                                  | HOC                                  | HOC                                  | 24     | 15      |
| 2010  | SEAT Sport Polska | 5                                    | 2                                    | -                                    | -                                    | NU                                   | 14                                   | 11                                   | 5                                    | NU                                   | 13                                   | 5                                    | NU                                   | 11                                   | NU                                   | -                                    | -                                    | 24     | 15      |

### Wyniki w Volkswagen Scirocco R-Cup Germany
| Sezon | Wyniki w poszczególnych eliminacjach | Wyniki w poszczególnych eliminacjach | Wyniki w poszczególnych eliminacjach | Wyniki w poszczególnych eliminacjach | Wyniki w poszczególnych eliminacjach | Wyniki w poszczególnych eliminacjach | Wyniki w poszczególnych eliminacjach | Wyniki w poszczególnych eliminacjach | Wyniki w poszczególnych eliminacjach | Wyniki w poszczególnych eliminacjach | Punkty | Pozycja |
| ----- | ------------------------------------ | ------------------------------------ | ------------------------------------ | ------------------------------------ | ------------------------------------ | ------------------------------------ | ------------------------------------ | ------------------------------------ | ------------------------------------ | ------------------------------------ | ------ | ------- |
| 2011  | HOC                                  | RBR                                  | RBR                                  | LAU                                  | NOR                                  | NÜR                                  | BRH                                  | OSC                                  | OSC                                  | HOC                                  | 416    | 1       |
| 2011  | 1                                    | 1                                    | 2                                    | 3                                    | 3                                    | 1                                    | 3                                    | 1                                    | 3                                    | 7                                    | 416    | 1       |

### Wyniki w Porsche Supercup
| Sezon | Zespół       | Wyniki w poszczególnych eliminacjach | Wyniki w poszczególnych eliminacjach | Wyniki w poszczególnych eliminacjach | Wyniki w poszczególnych eliminacjach | Wyniki w poszczególnych eliminacjach | Wyniki w poszczególnych eliminacjach | Wyniki w poszczególnych eliminacjach | Wyniki w poszczególnych eliminacjach | Wyniki w poszczególnych eliminacjach | Wyniki w poszczególnych eliminacjach | Punkty | Pozycja |
| ----- | ------------ | ------------------------------------ | ------------------------------------ | ------------------------------------ | ------------------------------------ | ------------------------------------ | ------------------------------------ | ------------------------------------ | ------------------------------------ | ------------------------------------ | ------------------------------------ | ------ | ------- |
| 2012  | Förch Racing | BHR1                                 | BHR2                                 | MCO                                  | VAL                                  | GBR                                  | DEU                                  | HUN1                                 | HUN2                                 | BEL                                  | ITA                                  | 18     | 18      |
| 2012  | Förch Racing | -                                    | -                                    | -                                    | 18                                   | 15                                   | 20                                   | 10                                   | NU                                   | 13                                   | NU                                   | 18     | 18      |

### Wyniki w Volkswagen Castrol Cup
| Sezon | Wyniki w poszczególnych eliminacjach | Wyniki w poszczególnych eliminacjach | Wyniki w poszczególnych eliminacjach | Wyniki w poszczególnych eliminacjach | Wyniki w poszczególnych eliminacjach | Wyniki w poszczególnych eliminacjach | Wyniki w poszczególnych eliminacjach | Wyniki w poszczególnych eliminacjach | Wyniki w poszczególnych eliminacjach | Wyniki w poszczególnych eliminacjach | Wyniki w poszczególnych eliminacjach | Wyniki w poszczególnych eliminacjach | Wyniki w poszczególnych eliminacjach | Wyniki w poszczególnych eliminacjach | Punkty | Pozycja |
| ----- | ------------------------------------ | ------------------------------------ | ------------------------------------ | ------------------------------------ | ------------------------------------ | ------------------------------------ | ------------------------------------ | ------------------------------------ | ------------------------------------ | ------------------------------------ | ------------------------------------ | ------------------------------------ | ------------------------------------ | ------------------------------------ | ------ | ------- |
| 2013  | POZ                                  | POZ                                  | SVK                                  | SVK                                  | CZE                                  | CZE                                  | POZ                                  | POZ                                  | RBR                                  | RBR                                  | HUN                                  | HUN                                  | POZ                                  | POZ                                  | 510    | 1       |
| 2013  | 1                                    | 21                                   | 1                                    | 1                                    | NU                                   | 6                                    | 8                                    | 1                                    | 1                                    | 2                                    | 1                                    | 16                                   | 1                                    | NU                                   | 510    | 1       |